# Lužianky
Lužianky és un poble i municipi d'Eslovàquia que es troba a la regió de Nitra, al sud-oest del país.El 2021 tenia 3.060 habitants.

## Història
La primera menció escrita de la vila es remunta al 1113.

## Demografia
| Godina             | 1994 | 2004   | 2014    | 2024    |
| ------------------ | ---- | ------ | ------- | ------- |
| Nombre de persones | 2374 | 2536   | 2890    | 3456    |
| Diferència         |      | +6,82% | +13,95% | +19,58% |

| Godina             | 2023 | 2024   |
| ------------------ | ---- | ------ |
| Nombre de persones | 3338 | 3456   |
| Diferència         |      | +3,53% |